# لانس‌ایر پراپجت
لانس‌ایر پراپجت (به انگلیسی: Lancair_Propjet) یک هواگرد ملخ‌پیشین تک‌موتوره از نوع هواپیمای دست‌ساز ساخت شرکت Lancair است.